# Joch (Archäologie)

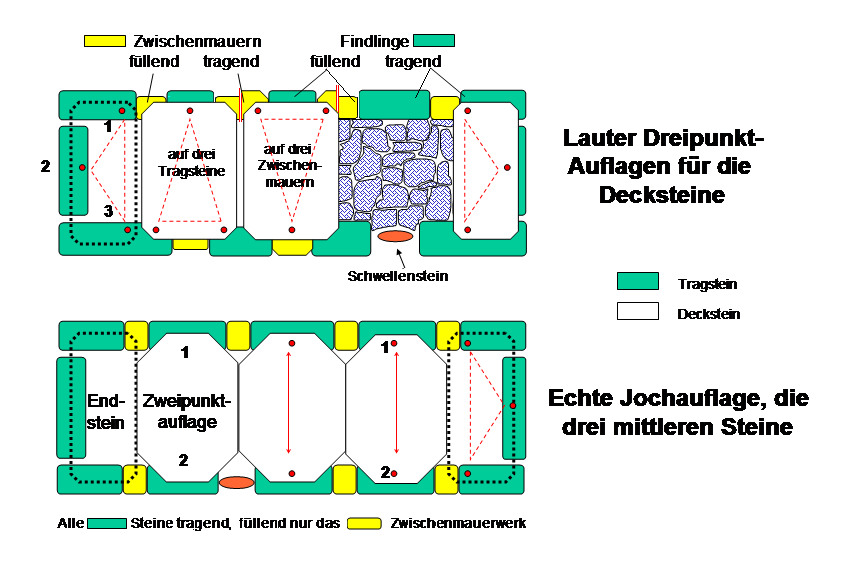
Deckenkonstruktionen bei Anlagen mit drei oder mehr Decksteinen

Joch wird in der Megalitharchitektur die Kombination aus zwei Tragsteinen und einem Deckstein, als Teilstück von Megalithanlagen, insbesondere von Ganggräbern und Großdolmen genannt.
Es gibt beim Kammeraufbau mit naturbelassenen Findlingen zwei wesentliche Unterschiede. Bei den relativ kurzen Anlagen (zwei Decksteine) sind der oder die Decksteine der Anlagen der Trichterbecherkultur (TBK) ausschließlich in Dreipunktauflage aufgelegt. Bei längeren Anlagen (mind. drei Decksteine) können die Decksteine auch in der so genannten Jochkonstruktion (Zweipunktauflage) aufgelegt sein. Beispiele mit vier Jochen und zwei äußeren Dreipunktauflagen bilden die etwa 11,5 m lange (längste in Mecklenburg) Kammer von Qualitz und die Kammer des Ganggrabes von Jamel in Mecklenburg-Vorpommern. Bis zu 15 Joche weisen Emsländische Kammern auf.
Da eine einzelne, isolierte Jochkonstruktion aus naturbelassenen Steinen statisch instabil ist, liegen die Decksteine von Jochkonstruktionen zusätzlich zur Zweipunktauflage aneinander an und befinden sich stets zwischen Bereichen, die aus statisch stabilen Dreipunktauflagen bestehen. In der Regel bilden diese die Enden der Anlage, kommen bei besonders langen Anlagen aber auch im mittleren Bereich, zum Beispiel im Zugangsbereich vor. Der allseits bearbeitete Trilith (z. B. bei maltesischen Tempeln) bildet das statisch stabile Gegenstück zum Joch.